# Karl Henrici

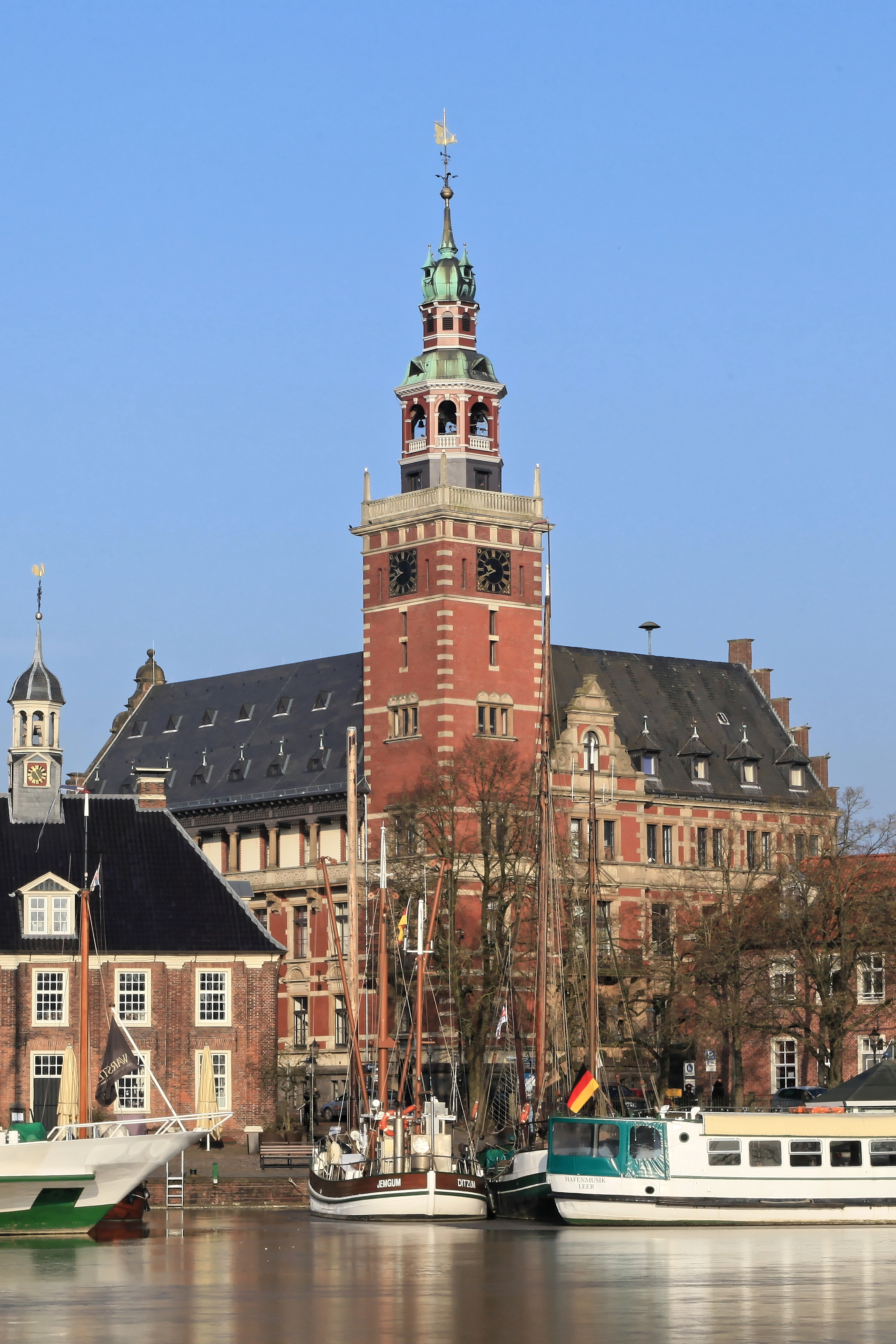
Ratusz w Leer (Ostfriesland)

Karl Henrici (ur. 12 maja 1842 w Harste, zm. 10 listopada 1927 w Akwizgranie) – niemiecki urbanista, profesor politechniki RWTH w Akwizgranie. 

## Życiorys
W 1864 ukończył pięcioletnie studia na politechnice w Hanowerze, nie uzyskując dyplomu. Po odbyciu półrocznej podróży studialnej do Włoch objął posadę architekta miejskiego w Hamburgu. Od 1875 wykładał jako docent architekturę w Wyższej Szkole Technicznej w Akwizgranie, a w 1877 został profesorem. Prowadził również zajęcia z urbanistyki, ornamentyki i dekoracji wnętrz. W 1904 został tajnym radcą. 

## Działalność
Henrici brał udział w wielu konkursach urbanistycznych na projekty rozbudowy miast, m.in. Kolonii, Hanoweru, Monachium i Dessau. Opracował również plany zabudowy Jeny, Flensburga i Kempen. Działał m.in. na Górnym Śląsku, jest autorem projektów urbanistycznych kolonii w Knurowie i Gliwicach. 
Henrici kontynuował koncepcje urbanistyczne Camillo Sittego. Kładł duży nacisk na zapewnienie wysokiego standardu życia (m.in. poprzez wprowadzenie oświetlenia elektrycznego lub gazowego, budowę wodociągów i kanalizacji, bliskość teatrów, kawiarni, itd.) oraz na walory estetyczne osiedli mieszkalnych (m.in. poprzez zakładanie ogrodów). Obok Ebenezera Howarda kojarzony z koncepcją miasta-ogrodu. Zaangażowany w debatę ze zwolennikami geometrycznych form urbanistycznych (Joseph Stübben, Otto Wagner), propagował ideę miasta historyczno-malowniczego – odrzucał np. koncepcje prostych ulic przecinających się pod kątem prostym, postulując ich indywidualny bieg, odpowiadający topografii terenu. Ówczesne miasta nazywał "ponurymi pustyniami", które w przeciwieństwie do miast średniowiecznych, charakteryzujących się "narodowym indywidualizmem", zdradzały "kosmopolityczny brak charakteru". 

### Wybrane publikacje
- Gedanken über das moderne Städte-Bausystem. „Deutsche Bauzeitung”. 25/1891. (niem.).brak numeru strony
- Der Individualismus im Städtebau. „Deutsche Bauzeitung”. 25/1891. (niem.).brak numeru strony
- Langweilige und kurzweilige Straßen. „Deutsche Bauzeitung”. 27/1893. (niem.).brak numeru strony
- Zur schönheitlichen Gestaltung städtischer Straßen. „Deutsche Bauzeitung”. 27/1893. (niem.).brak numeru strony
- Einiges zur Beachtung bei Anlagen von Straßen, Plätzen und Gebäuden auf unebenem Gelände. „Deutsche Bauzeitung”. 28/1894. (niem.).brak numeru strony
- Moderne Architektur. „Deutsche Bauzeitung”. 31/1897. (niem.).brak numeru strony
- Praktische und künstlerische Fragen im Städtebau, speziell über die Linienführung städti- scher Straßen. „Süddeutsche Bauzeitung”. 7/1897. (niem.).brak numeru strony
- Großstadtgrün. „Deutsche Bauhütte”. 5/1901. (niem.).brak numeru strony
- Camillo Sitte als Begründer einer neuen Richtung im Städtebau. „Zeitschrift des Österreichischen Ingenieur- und Architekten-Vereins”. 56/1904. (niem.).brak numeru strony
- Camillo Sitte. „Der Städtebau”. 1/1904. (niem.).brak numeru strony
- Beiträge zur praktischen Ästhetik im Städtebau. Eine Sammlung von Vorträgen und Aufsätzen. München: Callwey, 1904. (niem.). Brak numerów stron w książce
- Abhandlungen aus dem Gebiete der Architektur. Eine Sammlung von Vorträgen und Aufsätzen. München: Callwey, 1905. (niem.). Brak numerów stron w książce

### Wybrane dzieła
- ratusze w Leer (Ostfriesland) i Neukirchen-Vluyn[1],
- domy mieszkalne w Düsseldorfie, Wiesbaden i Akwizgranie, m.in. dom własny przy Krefelder Strasse 21 w Akwizgranie[1],
- III kolonia robotnicza w Knurowie[10].